# Rãnh nền cầu não
Rãnh nền cầu não (rãnh động mạch nền, tiếng Anh: basilar sulcus) là một rãnh ở cầu não, một phần của thân não .
Rãnh nền có hướng thẳng đứng và nằm ở đường giữa, mặt trước của cầu não. Động mạch nền chạy trong rãnh nền.
Hai bên rãnh nền là chỗ lồi lên do các sợi từ não đến tủy đi xuống qua cầu não.

## Hình ảnh bổ sung

Thiết đồ cắt ngang của vùng dưới cầu não, vị trí rãnh nền cầu não (basilar sulcus) ở phía dưới hình.